# 錫米勞恩山
46°45′49″N 10°52′50″E / 46.76361°N 10.88056°E

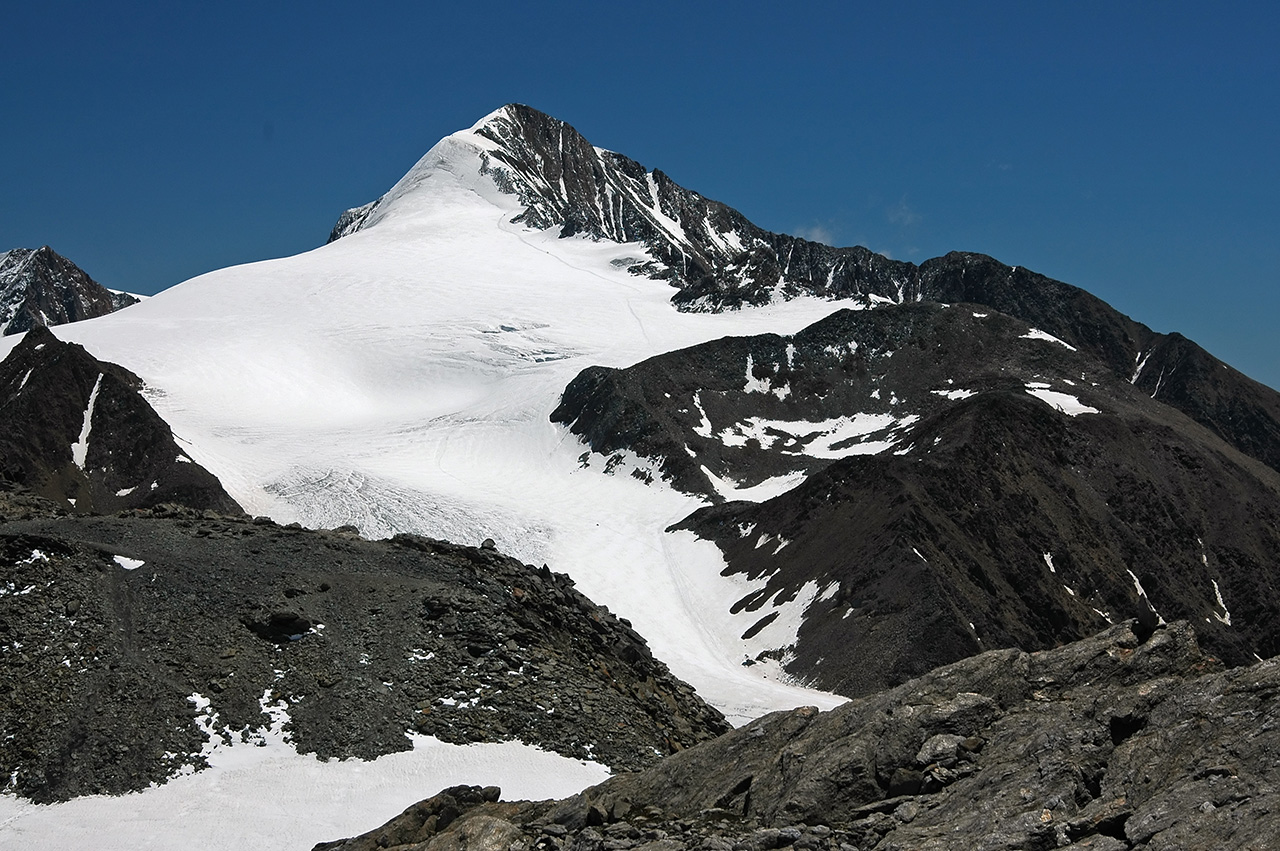

錫米勞恩山（德語：Similaun），是中歐的山峰，位於奧地利和意大利接壤的邊境，屬於厄茨塔尔山的一部分，距離後施韋策山2.8公里，海拔高度3,599米，人類在1834年首次登頂。